# Plomb du Cantal
Il Plomb du Cantal è una montagna di 1855 m ed è la seconda montagna più alta del Massiccio Centrale francese. Dalle sue falde nasce il fiume Cère.

## Caratteristiche
È la massima elevazione dei Monts du Cantal, massiccio montuoso del Massiccio Centrale.
Vi si trova il comune di Mont-Dore.